# Topologia diferencial
Dins l'entorn de la matemàtica, la topologia diferencial és una branca de coneixements que considera les varietats diferenciables i les funcions diferenciables entre elles. Estudia les possibles estructures diferenciables que les varietats poden portar. És un ciència adjacent a la geometria diferencial.
La topologia diferencial fa servir una de les principals eines de la teoria d'intersecció: la transversalitat, per establir els seus principals resultats.
Algunes de les qüestions que aquesta ciència tracta de respondre són:
- Quantes estructures diferenciables té una 2-varietat? ¿I una 3-varietat?
- Pot una certa varietat diferenciable ser embedded (de l'anglès:  embedded ) en una altra?
- Si dos varietats diferenciables són homeomorfes són difeomorfes?
- Quines varietats diferenciables són frontera de varietats compactes?